# Demänová
Demänová (maďarsky Deménfalu) je vesnice na pravém břehu řeky Demänovka a část města Liptovský Mikuláš. Nachází se v nadmořské výšce okolo 620 metrům, u silnice z Liptovského Mikuláše do Jasné, v Liptovské kotlině v okrese Liptovský Mikuláš v Žilinském kraji na Slovensku.

## Historie
Archeologické výzkumy prokázaly neolitické, eneolitické osídlení a osídlení lužickou kulturou z mladší doby bronzové. První písemná zmínka o vsi pochází z roku 1269, kdy uherský král Štěpán V. Uherský daroval lokalitu Poznanovi. V roce 1280 uherský král Ladislav IV. Kumán opětovně potvrdil vlastnictví lokality Poznanovi a jeho synu Damiánovi. Po Damianovi nese obec název. Obyvatelé se živili pastevectvím a zpracováním dřeva. V blízké Demänovské dolině se v minulosti těžila železná ruda a pálilo vápno. Nachází se zde dřevěná zvonice z roku 1830. Od roku 1976 je Demänová součástí Liptovského Mikuláše. Sídlí se v ní státní vojenská univerzita Akademie ozbrojených sil generála Milana Rastislava Štefánika.